# Valletta Football Club
El Valletta Football Club, también conocido como Valletta FC, es un equipo de fútbol profesional de la República de Malta, situado en la ciudad de La Valeta. El equipo surge en 1943 a partir de la fusión de dos agrupaciones futbolísticas de la ciudad, y juega actualmente en la Premier League de Malta.

## Historia
Aunque Valletta FC fue creado en 1943, los orígenes del fútbol en la capital se remontan a 1904 y comienzos del siglo XX, con la creación del Valletta United. Ese club representó a la ciudad desde 1904 hasta 1932, y ganó dos campeonatos nacionales (1914-15 y 1931-32), y terminó desapareciendo en 1932 sin poder revalidar su título. Más tarde aparecerían otros equipos como Valletta St. Pauls y Valletta Prestons.
En 1943 Prestons y City deciden unirse en un solo equipo que representara a La Valleta. Así nació el Valletta FC, que contaba con directiva, cuerpo técnico y jugadores de los dos clubes anteriores. En los estatutos del equipo se reconocían la historia y títulos de los anteriores equipos de la ciudad, incluyendo así también al United. En su temporada de debut Valletta consigue llegar a la final de la Copa de la Federación de fútbol, y en 1944-45 se proclaman campeones de liga.
Para el fútbol maltés el Valletta FC es uno de los equipos que más títulos han ganado con buenas rachas en las décadas de 1960 y 1970, si bien los principales dominadores del campeonato liguero eran Sliema Wanderers y Floriana FC. Desde 1996 hasta 1999 Valletta FC logró 3 títulos de liga consecutivos, con un doblete de Copa y Liga en la campaña 1998-99. En la 2000-01 consiguieron un histórico triplete al vencer en Liga, Copa y Supercopa maltesas.
En 2009 el equipo fichó a Jordi Cruijff como entrenador-jugador junto a Tom Caneen, que hacía las veces de técnico principal.

## Uniforme
- Uniforme titular: Camiseta blanca, pantalón blanco, medias blancas.
- Uniforme alternativo: Camiseta roja con mangas blancas, pantalón rojo, medias rojas.

## Jugadores

### Jugadores destacados
- Krassimir Manolov[5]
- Charlie Agius[6]
- Gilbert Agius[7][8]
- Kelinu Azzopardi (Valletta City)[9]
- Guzi Balzan[10]
- Andrew Bartolo (Valletta Prestons)[11]
- Walter Bone[12]
- Alfred Borg[13]
- Joseph "Pesu" Borg
- Vincent Borg Bonaci[14][15]
- John Buttigieg[16]
- Tony Calleja[17]
- Joseph Camilleri[18]
- Joseph Cilia[19]
- Reginald Cini[20]
- Carmelo Cristiano[21]
- John Darmanin[22]
- Saviour Darmanin[23]
- Alfred Debono[24]
- Edwin Farrugia[25]
- Emmanuel Farrugia[26]
- Leonard Farrugia[27]
- Dennis Fenech[28]
- Vincent Gauci[29]
- Jackie Grech[30]
- Frankie Grima[31]
- Kristian Laferla[32][33]
- Ġużi Lofaro[34]
- Charlie Mackay[35]
- Vincent Magro[36]
- Joe Mallia[30]
- Michael Mifsud
- Louis Pace[37]
- Nicholas Saliba[38]
- Edwin Schembri[39]
- Salvinu Schembri[40]
- Joseph Spiteri[41][42]
- Josie Urpani[43]
- Eddie Vella[44]
- Manwel Vella[45][46]
- Ġużeppi Vella[45][46]
- Charlie Williams[47]
- Charlie Zammit[48]
- Frankie Zammit[49]
- Ivan Zammit[50]
- Joseph Zammit[51]
- Joe Zarb[52]
- Jordi Cruyff[53]
- Christopher Oretan[54]
- Frank Temile[55][56]
- Tommy Taylor[57]

## Estadio
El Valletta FC juega sus partidos como local en el Estadio del Centenario, situado en la cercana ciudad de Ta' Qali. Cuenta con capacidad para 2.000 espectadores.
Ta'Qali es donde también juega la selección nacional, aunque lo hacen en el Estadio de Ta' Qali, con mayor capacidad.

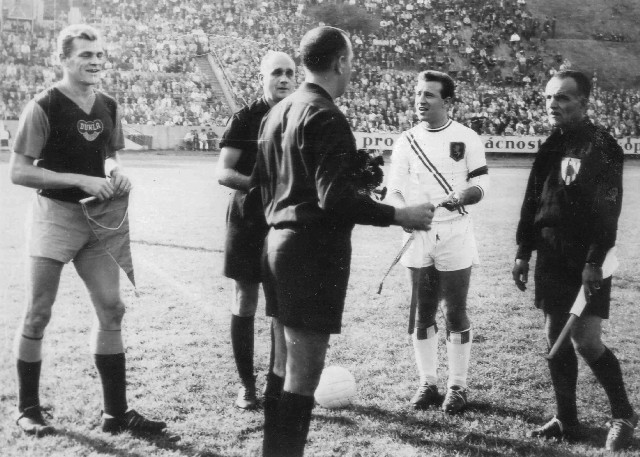
Frankie Zammit (segundo de la derecha) del Valletta antes del partido ante el FK Dukla Prague en el Juliska Stadium por la Copa Europea de 1963–64.

## Palmarés

### Torneos nacionales
- Premier League de Malta: 25

1915, 1932, 1945, 1946, 1948, 1959, 1960, 1963, 1974, 1978, 1980, 1984, 1990, 1992, 1997, 1998, 1999, 2001, 2008, 2011, 2012, 2014, 2016, 2018, 2019
- Copa de Malta: 14

1960, 1964, 1975, 1977, 1978, 1991, 1995, 1996, 1997, 1999, 2001, 2010, 2014, 2018
- Supercopa de Malta: 13

1990, 1995, 1997, 1998, 1999, 2001, 2008, 2011, 2012, 2013, 2016, 2018, 2019 (Récord)
- Primera División de Malta: 1

2025
- Euro Challenge Cup: 4

1983, 1988, 1990, 2012,
- Löwenbräu Cup: 6

1993–94, 1994–95, 1995–96, 1996–97, 1997–98, 2000–01
- Super 5 Lottery Tournament: 4

1992–93, 1996–97, 1999–2000, 2000–01, 2007–08
- National League 100 Anniversary Cup: 1

2010
- Centenary Cup: 1

2000
- MFA Malta Cup: 1

1943–44
- Cassar Cup: 4

1943–44, 1958–59, 1965–66, 1967–68
- Cousis Shield: 2

1914–15*, 1920–21*
* como el Valletta United
- Coronation Cup: 1

1953–54
- Scicluna Cup: 2

1960–61, 1963–64
- Sons of Malta Cup: 2

1974–75, 1978–79
- Independence Cup: 3

1974–75, 1979–80, 1980–81
- Testaferata Cup: 1

1979–80
- Olympic Cup: 1

1962–63
- Melita Cup: 1

1911
- Rangers Cup: 1

1914
- Poppy Day Fund Cup: 1

1960–61
- BetFair Cup (vs. Juventus FC) : 1

2008
- Mare Blue Cup : 2

2010–11, 2011–12

## Participación en competiciones de la UEFA
| Temporada | Torneo                    | Ronda             | Club                  | Casa | Visita | Global    |
| --------- | ------------------------- | ----------------- | --------------------- | ---- | ------ | --------- |
| 1963–64   | European Cup              | Preliminar        | FK Dukla Prague       | 0–2  | 0–6    | 0–8       |
| 1964–65   | European Cup Winners' Cup | 1                 | Real Zaragoza         | 0–3  | 1–5    | 1–8       |
| 1972–73   | UEFA Cup                  | 1                 | Inter Milán           | 0–1  | 1–6    | 1–7       |
| 1974–75   | European Cup              | 1                 | HJK Helsinki          | 1–0  | 1–4    | 2–4       |
| 1975–76   | European Cup Winners' Cup | 1                 | Haladás VSE           | 1–1  | 0–7    | 1–8       |
| 1977–78   | European Cup Winners' Cup | 1                 | Dynamo Moscow         | 0–2  | 0–5    | 0–7       |
| 1978–79   | European Cup              | 1                 | Grasshopper           | 3–5  | 0–8    | 3–13      |
| 1979–80   | UEFA Cup                  | 1                 | Leeds United          | 0–4  | 0–3    | 0–7       |
| 1980–81   | European Cup              | Preliminar        | Budapest Honvéd       | 0–3  | 0–8    | 0–11      |
| 1983–84   | European Cup Winners' Cup | 1                 | Rangers               | 0–8  | 0–10   | 0–18      |
| 1984–85   | European Cup              | 1                 | Austria Wien          | 0–4  | 0–4    | 0–8       |
| 1987–88   | UEFA Cup                  | 1                 | Juventus              | 0–4  | 0–3    | 0–7       |
| 1989–90   | UEFA Cup                  | 1                 | First Vienna          | 1–4  | 0–3    | 1–7       |
| 1990–91   | European Cup              | 1                 | Rangers               | 0–4  | 0–6    | 0–10      |
| 1991–92   | UEFA Cup Winners' Cup     | 1                 | Porto                 | 0–3  | 0–1    | 0–4       |
| 1992–93   | UEFA Champions League     | Preliminar        | Maccabi Tel Aviv      | 1–2  | 0–1    | 1–3       |
| 1993–94   | UEFA Cup                  | 1                 | Trabzonspor           | 1–3  | 1–3    | 2–6       |
| 1994–95   | UEFA Cup                  | Preliminar        | Rapid București       | 2–6  | 1–1    | 3–7       |
| 1995-96   | UEFA Cup Winners' Cup     | Clasificatoria    | Inter Bratislava      | 0–0  | 2–5    | 2–5       |
| 1996–97   | UEFA Cup Winners' Cup     | Clasificatoria    | Gloria Bistrița       | 1–2  | 1–2    | 2–4       |
| 1997–98   | UEFA Champions League     | 1ª Clasificatoria | Skonto Riga           | 1–0  | 0–2    | 1–2       |
| 1998–99   | UEFA Champions League     | 1ª Clasificatoria | Anorthosis            | 0–2  | 0–6    | 0–8       |
| 1999–00   | UEFA Champions League     | 1ª Clasificatoria | Barry Town            | 3–2  | 0–0    | 3–2       |
| 1999–00   | UEFA Champions League     | 2ª Clasificatoria | Rapid Vienna          | 0–2  | 0–3    | 0–5       |
| 2000–01   | UEFA Cup                  | 1ª Clasificatoria | Rijeka                | 4–5  | 2–3    | 6–8 (aet) |
| 2001–02   | UEFA Champions League     | 1ª Clasificatoria | Haka                  | 0–0  | 0–5    | 0–5       |
| 2002      | UEFA Intertoto Cup        | 1                 | Teuta Durrës          | 1–2  | 0–0    | 1–2       |
| 2003–04   | UEFA Cup                  | 1ª Clasificatoria | Neuchâtel Xamax       | 0–2  | 0–2    | 0–4       |
| 2005      | UEFA Intertoto Cup        | 1                 | Budućnost             | 0–5  | 2–2    | 2–7       |
| 2008–09   | UEFA Champions League     | 1ª Clasificatoria | Artmedia              | 0–2  | 0–1    | 0–3       |
| 2009–10   | UEFA Europa League        | 1ª Clasificatoria | Keflavík              | 3–0  | 2–2    | 5–2       |
| 2009–10   | UEFA Europa League        | 2ª Clasificatoria | St Patrick's Athletic | 0–1  | 1–1    | 1–2       |
| 2010–11   | UEFA Europa League        | 2ª Clasificatoria | Ruch Chorzów          | 1–1  | 0–0    | 1–1       |
| 2011–12   | UEFA Champions League     | 1ª Clasificatoria | Tre Fiori             | 2–1  | 3–0    | 5–1       |
| 2011–12   | UEFA Champions League     | 2ª Clasificatoria | Ekranas               | 2–3  | 0–1    | 2–4       |
| 2012–13   | UEFA Champions League     | 1ª Clasificatoria | Lusitanos             | 8–0  | 1–0    | 9–0       |
| 2012–13   | UEFA Champions League     | 2ª Clasificatoria | Partizan              | 1–4  | 1–3    | 2–7       |
| 2013–14   | UEFA Europa League        | 1ª Clasificatoria | Fiorita               | 1–0  | 3–0    | 4–0       |
| 2013–14   | UEFA Europa League        | 2ª Clasificatoria | Minsk                 | 1–1  | 0–2    | 1–3       |
| 2014–15   | UEFA Champions League     | 2ª Clasificatoria | Qarabağ               | 0–1  | 0–4    | 0–5       |
| 2015–16   | UEFA Europa League        | 1ª Clasificatoria | Newtown               | 1–2  | 1–2    | 2–4       |
| 2016–17   | UEFA Champions League     | 1ª Clasificatoria | B36 Tórshavn          | 1–0  | 1–2    | 2–2       |
| 2016–17   | UEFA Champions League     | 2ª Clasificatoria | Red Star Belgrade     | 1–2  | 1–2    | 2–4       |
| 2017-18   | UEFA Europa League        | 1ª Clasificatoria | SS Folgore/Falciano   | 2-0  | 1-0    | 3-0       |
| 2017-18   | UEFA Europa League        | 2ª Clasificatoria | FC Utrecht            | 0-0  | 1-3    | 1-3       |
| 2018-19   | UEFA Champions League     | 1ª Clasificatoria | Kukësi                | 1–1  | 0–0    | 1–1 (v)   |
| 2018-19   | UEFA Europa League        | 2ª Clasificatoria | Zrinjski Mostar       | 1–2  | 1–1    | 2–3       |
| 2019-20   | UEFA Champions League     | 1ª Clasificatoria | F91 Dudelange         | 1–1  | 2–2    | 3–3 (v)   |
| 2019-20   | UEFA Champions League     | 2ª Clasificatoria | Ferencváros           | 1–1  | 1–3    | 2–4       |
| 2019-20   | UEFA Europa League        | 3ª Clasificatoria | Astaná                | 0–4  | 1–5    | 1–9       |
| 2020-21   | UEFA Europa League        | 1ª Clasificatoria | Bala Town             | 0–1  | –      | 0–1       |

## Entrenadores
- Harry Tedder (1949–1951)[68][69]
- Salvinu Schembri (1951–1953)[69]
- Harry Tedder (1953–1954)[69]
- Leli Attard (1957–1958)[69]
- Jock Gilmour (1958–1959)[69]
- Norman Dingwall (1959–1961)[69]
- Karm Borg (1962–1963)[70]
- Joe Attard (1967–1968)[69]
- Tony Formosa (1968–1970)[69]
- Josie Urpani (1970–1972)[69]
- Eddie Xuereb (1972 1973)[69]
- Tony Formosa (1973–1975)[69]
- Josie Urpani (1975–1976)[69]
- Terenzio Polverini (1976–1977)[71]
- Lolly Debattista (1977–1978)[69]
- John Calleja (1979–1981)[69]
- Lolly Debattista (1981 1982)[69]
- Joe Cilia (1982–1984)[69]
- Raymond Cosby (1984–1985)[69]
- Edward Darmanin (1985–1986)[69]
- Tony Formosa y  Joe Micallef (1986–1988)[69]
- Louis Gauci (1987–1988)[69]
- George Busuttil (1989–1990)[69]
- Eddie Vella (1990–1991)[69]
- Tony Euchar Grech (1991–1993)[69]
- Lawrence Borg (1993–1994)[69]
- Joe Cilia &  Edward Aquilina (1994–1995)[69]
- Edward Aquilina (1995–1998)[69]
- Krasimir Manolov (1998–2001)[5]
- Georgi Deyanov (2001–mayo de 2002)[72]
- Dennis Fenech (mayo de 2002–2003)[73][69]
- Atanas Marinov (2003–mayo de 2004)[69][74]
- J.J. Aquilina (mayo de 2004–noviembre de 2005)[75][76]
- Paul Zammit (2005–junio de 2009)[76][69]
- Ton Caanen (junio de 2009–2010)[77][69]
- Jesmond Zerafa (junio de 2010–2012)[78][69]
- Mark Miller (2012–2013)[69][79]
- André Paus (2014)[69]
- Gilbert Agius (mayo de 2014–2014)[80]
- Ivan Zammit (octubre de 2014–2015)[81]
- Paul Zammit (junio de 2015–mayo de 2017)[82][83]
- Zoran Popović (junio de 2017–diciembre de 2017)[84][85]
- Danilo Dončić (diciembre de 2017–2019)[86]
- Gilbert Agius (abril de 2019–2019)[87]
- Darren Abdilla (mayo de 2019–febrero de 2020)[88][89]
- Giovanni Tedesco (febrero de 2020–junio de 2020)[90][91]
- Jesmond Zerafa (junio de 2020–noviembre de 2020)[92][93]
- Gilbert Agius (interino- diciembre de 2020)[94][69]
- Tozé (diciembre de 2020–febrero de 2022)[95][96]
- Danilo Dončić (febrero de 2022–mayo de 2022)[69]
- Thane Micallef (mayo de 2022–octubre de 2023)[69]
- Enzo Potenza (octubre de 2023–febrero de 2024)[97][4]
- Juan Cruz Gill (febrero de 2024–presente)[4]